# Ved Ava Corona
Ved Ava Corona est une corona, formation géologique en forme de couronne, située sur la planète Vénus par 33° N et 143° E. Elle est localisée dans le quadrangle de Vellamo Planitia. Elle a été nommée en référence à Ved Ava, déesse Mordove (bassin de la Volga), mère de l'eau.

## Géographie et géologie
Ved Ava Corona couvre une surface circulaire d'environ 200 km de diamètre. 